# Rally de La Coruña de 1995
El Rally de La Coruña de 1995, oficialmente 13.º Rally de La Coruña, fue la decimotercera edición, la undécima cita de la temporada 1995 del Campeonato de España de Rally y la novena del Campeonato de Galicia de Rally. Fue también puntuable para la Copa Clio, el Desafío Peugeot y la Copa Hyundai Poni. Se celebró del 18 al 19 de noviembre y contó con un itinerario de dieciocho tramos que sumaban un total de 229 km cronometrados.

## Itinerario
| Día   | Tramo | Nombre     | Distancia | Ganador                                 | Tiempo | Líder                 |
| ----- | ----- | ---------- | --------- | --------------------------------------- | ------ | --------------------- |
| Día 1 | TC1   | Aranga     | 11.62 km  | Germán Castrillón                       | 8:35   | Germán Castrillón     |
| Día 1 | TC2   | Monfero    | 18.05 km  | Miguel Martínez-Conde                   | 12:07  | Miguel Martínez-Conde |
| Día 1 | TC3   | Campolongo | 11.94 km  | Germán Castrillón                       | 8:20   | Germán Castrillón     |
| Día 1 | TC4   | Aranga     | 11.62 km  | Miguel Martínez-Conde                   | 8:40   | Germán Castrillón     |
| Día 1 | TC5   | Monfero    | 18.05 km  | Miguel Martínez-Conde                   | 12.16  | Miguel Martínez-Conde |
| Día 1 | TC6   | Campolongo | 11.94 km  | Germán Castrillón Miguel Martínez-Conde | 8:30   | Miguel Martínez-Conde |
| Día 2 | TC7   | Rus        | 7.18 km   | Miguel Martínez-Conde                   | 5:26   | Miguel Martínez-Conde |
| Día 2 | TC8   | Couso      | 9.64 km   | Germán Castrillón                       | 6:52   | Germán Castrillón     |
| Día 2 | TC9   | San Adrián | 7.50 km   | Miguel Martínez-Conde                   | 5:29   | Miguel Martínez-Conde |
| Día 2 | TC10  | Rus        | 7.18 km   | Germán Castrillón Miguel Martínez-Conde | 5:30   | Miguel Martínez-Conde |
| Día 2 | TC11  | Couso      | 9.64 km   | Miguel Martínez-Conde                   | 6:56   | Miguel Martínez-Conde |
| Día 2 | TC12  | San Adrián | 7.50 km   | Germán Castrillón Miguel Martínez-Conde | 5:38   | Miguel Martínez-Conde |
| Día 2 | TC13  | A Tablilla | 12.96 km  | Miguel Martínez-Conde                   | 8:58   | Miguel Martínez-Conde |
| Día 2 | TC14  | Meirama    | 20.89 km  | Germán Castrillón                       | 14:43  | Miguel Martínez-Conde |
| Día 2 | TC15  | Soandres   | 14.86 km  | Miguel Martínez-Conde                   | 10:44  | Miguel Martínez-Conde |
| Día 2 | TC16  | A Tablilla | 12.96 km  | Germán Castrillón                       | 9:07   | Miguel Martínez-Conde |
| Día 2 | TC17  | Meirama    | 20.89 km  | Miguel Martínez-Conde                   | 14:59  | Miguel Martínez-Conde |
| Día 2 | TC18  | Soandres   | 14.86 km  | Javier Azcona                           | 11:22  | Miguel Martínez-Conde |

## Clasificación final
| Pos. | Piloto                | Copiloto                 | Automóvil                   | Tiempo       | Diferencia |
| ---- | --------------------- | ------------------------ | --------------------------- | ------------ | ---------- |
| 1.   | Miguel Martínez-Conde | Felipe Alonso            | Renault Clio Williams       | 2:44:45      | 0.0        |
| 2.   | Óscar Outeiriño       | Ramón Pereira            | BMW M3 E30                  | 2:53:14      | +8:29      |
| 3.   | Javier Azcona         | Inma Vittorini           | Renault Clio Williams       | 2:54:05 4:00 | +9:20      |
| 4.   | Luis Miguel Dopico    | Álvaro Louro             | Ford Escort RS Cosworth     | 2:58:47      | +14:02     |
| 5.   | Antonio Garrido       | José Alfredo Álvarez     | Ford Sierra RS Cosworth 4x4 | 3:00:38      | +15:53     |
| 6.   | David Nafría          | Queralt Díaz             | Peugeot 106 Rallye          | 3:05:42 1:00 | +20:57     |
| 7.   | Vicente Pastor        | José Antonio Santalla    | Peugeot 106 Rallye          | 3:08:24      | +23:3      |
| 8.   | Roberto Solís         | Francisco Javier Álvarez | Peugeot 106 Rallye          | 3:11:11      | +26:26     |
| 9.   | Manuel García Lorenzo | José Manuel Pinal        | Renault Clio Williams       | 3:13:44      | +28:59     |
| 10.  | Ruperto Reguera       | Alberto Iglesias Pin     | Renault Clio Williams       | 3:18:05      | +33:20     |